# Joan Donoghue
Joan Donoghue (Yonkers, NY, 12 december 1957) is een Amerikaans jurist, hoogleraar en rechter. Vanaf 1984 was ze in verschillende functies werkzaam voor het Amerikaanse Ministerie van Buitenlandse Zaken. Van 2010 tot 2024 was ze rechter bij het Internationaal Gerechtshof, waar ze van 2021 tot 2024 president was.

## Levensloop
Donoghue begon haar studie aan de Universiteit van Californië - Santa Cruz en behaalde daar in 1978 een bachelorgraad in Russisch en biologie. Aansluitend ging ze voor studie in rechten naar de Universiteit van Californië - Berkeley die ze in 1981 afsloot met de titel Juris Doctor. Naast het Russisch heeft ze kennis van het Arabisch, Spaans en Frans.
Van 1981 tot 1984 werkte ze voor het internationale advocatenkantoor Covington & Burling in Washington D.C. Hierna wisselde ze naar het Ministerie van Buitenlandse Zaken waar ze eerst tot 1986 werkte voor het Bureau voor Inter-Amerikaanse Zaken. In deze functie werkte ze aan de verdediging van de Verenigde Staten in de zaak over de militaire en paramilitaire activiteiten tegen Nicaragua. Deze zaak was in die tijd aangespannen voor het Internationale Gerechtshof in Den Haag.
In 1986 werkte ze korte tijd voor het Bureau voor Strafvervolging en Inlichtingendiensten en in hetzelfde jaar werd ze benoemd tot manager van het Bureau voor Diplomatenrecht en Rechtsgedingen. Hierna werkte ze van 1989 tot 1991 als plaatsvervangend juridisch adviseur voor oceanen, milieu en wetenschap. Ze was ze onder meer betrokken bij de onderhandelingen over het Klimaatverdrag van de Verenigde Naties.
In 1993 en 1994 was Donoghue plaatsvervangend adviseur voor Afrikaanse aangelegenheden en hield ze zich met name bezig met de situatie in Zuid-Afrika, kort nadat daar in 1990 de apartheid was afgeschaft. Verder werkte ze mee aan de totstandkoming van het Rwanda-tribunaal. Van 1994 tot 1999 werkte ze vervolgens als plaatsvervangend jurist aan economische kwesties. Daarna werkte ze als plaatsvervangend manager van de juridische afdeling van het Ministerie van Financiën en vervolgens van 2000 tot 2001 als plaatsvervangend jurist weer voor het Ministerie van Buitenlandse Zaken.
In 1991 en 1992 en later nogmaals in 2005 was Donoghue hoogleraar aan de Universiteit van Georgetown en de universiteit in Berkeley, in vakken als het recht van de internationale betrekkingen, internationaal milieurecht en volkenrecht. Van 2001 tot 2005 maakte Donoghue een uitstap naar de hypothekenbank Freddie Mac.
Vanaf 2007 werkte ze opnieuw voor het Ministerie van Buitenlandse Zaken. Als eerste plaatsvervangend juridisch adviseur (Principal Deputy Legal Adviser) vertegenwoordigde ze haar land in de juridische dialoog met de Europese Unie, hield ze zich bezig met de voorbereidingen die hadden moeten leiden tot de opheffing van het gevangenenkamp op Guantanamo Bay, en adviseerde ze van januari tot juni 2009 buitenlandminister Hillary Clinton en president Barack Obama op het gebied van internationaal recht.
Sinds 9 september 2010 is Donoghue aangesteld als rechter bij het Internationale Gerechtshof in Den Haag. Als Amerikaans rechter volgde ze hiermee Thomas Buergenthal op die zijn ambtstijd tot 5 februari 2015 onderbrak om naar de George Washington-universiteit terug te keren. Donoghue is na Rosalyn Higgins en Xue Hanqin de derde vrouwelijke rechter aan het Hof. In januari 2024 las zij de voorlopige uitspraak voor in de genocidezaak die Zuid-Afrika tegen Israël aanspande in het conflict tussen Israël en Hamas.

## Erkenning
Donoghue werd meermaals onderscheiden, waaronder in 1988 met de titel Jonge Federale Advocaat van de Amerikaanse Federale Orde van Advocaten.
In 2009 werd ze onderscheiden met de Distinguished Honor Award, ofwel met de hoogste onderscheiding van de Amerikaanse Minister van Buitenlandse Zaken. Hetzelfde jaar ontving ze daarnaast de Presidential Rank Award (Meritorious Executive).